# BH Air
BH Air (Balkan Holidays Airlines) — чартерна авіакомпанія, що базується в Софії, Болгарія.
Є чартерним підрозділом Balkan Holidays International, основними напрямками є Велика Британія, Скандинавія, Німеччина, Ізраїль і Швейцарія, а також нерегулярні чартери в інших напрямках. Основна база знаходиться в аеропорту Варни, хабами є аеропорти Софії, Пловдива і Бургаса.

## Історія
Авіакомпанія була створена 1 січня 2002 і почала рейси 10 січня 2002. Авіакомпанія була створена як спільне підприємство між Balkan Holidays Bulgaria і Хемус Ейр. Перші рейси здійснювалися на чотирьох 157-місцевих Ту-154М. На сьогоднішній день цілком належить Balkan Holidays International, в штаті 211 співробітників.

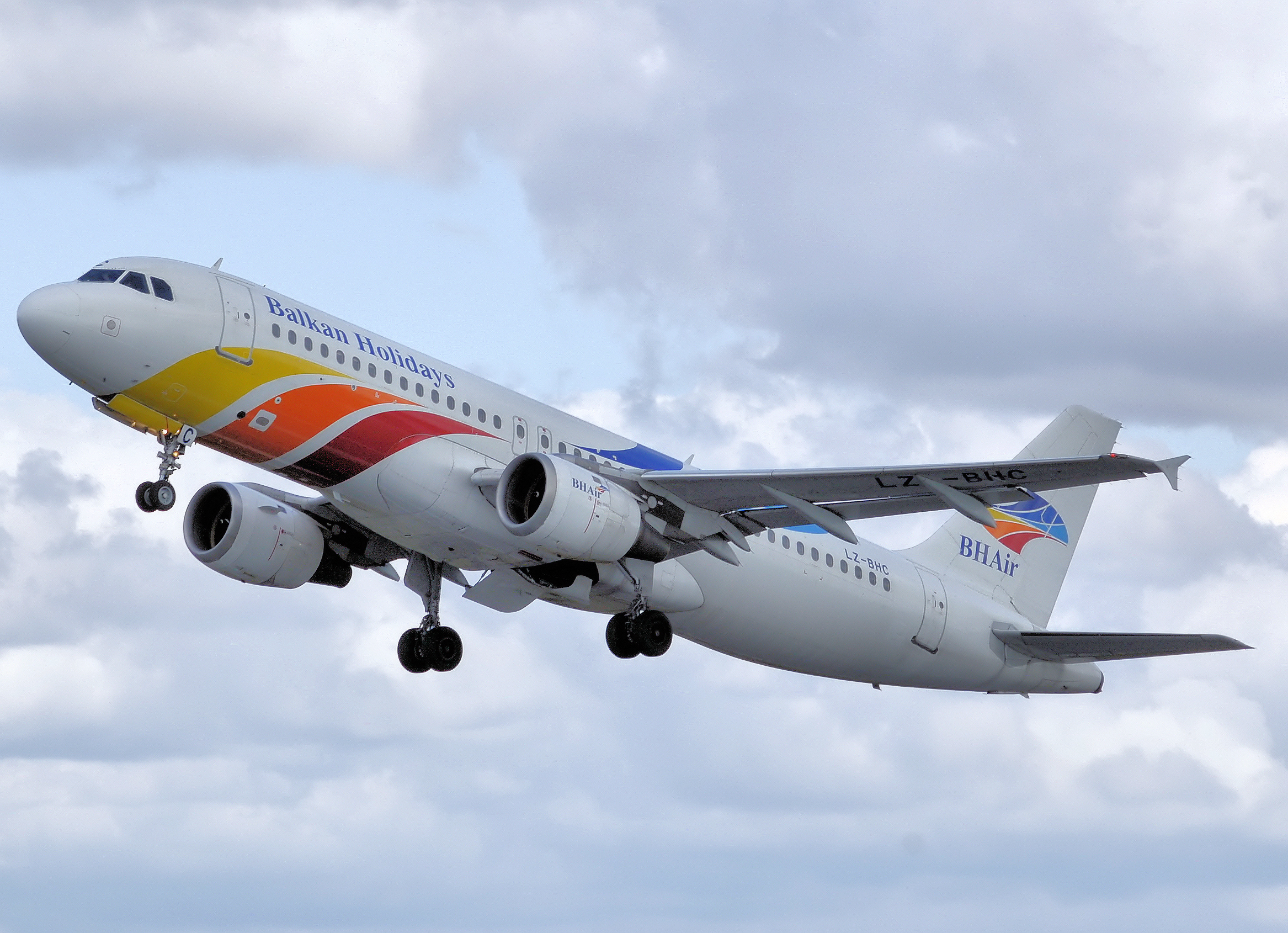
Airbus A320-200

## Флот
Флот BH Air включає такі літаки (на листопад 2014 року):
- 4 Airbus A320-200
- 1 Airbus A330-200